# Ванилия
Ванилията (Vanilla) е род орхидеи, включващ около 110 вида едносемеделни, многогодишни растения. От някои видове (предимно Vanilla planifolia) се извлича подправката със същото име. Името идва от испанската дума vainilla, която в превод означава ножница на малка сабя. Ванилията е разпространена в тропичните и субтропичните зони. Има видове в Западна Африка, Нова Гвинея, както и из тропическите зони на Америка и Азия. За родина се смятат Мексико и околните зони – там са единствените опрашители на това растение. В останалите части по света, където тя се отглежда, този процес се извършва изкуствено.
Ванилията е била позната и почитана от ацтеките, които правели специална напитка от нея – смес от какаови зърна, ванилия и мед, смятана за мощен афродизиак. През 16 век ванилията е пренесена в Европа от испанците.
Растението представлява много дълга лиана. С времето и еволюцията при някои видове изчезва листната маса и остават единствено дългите стъбла. Цветовете са най-често бели или зеленикавобели, по-рядко зеленикави или жълти.
Ваниловата есенция се добива чрез филтрация през алкохол и вода на натрошените зърна, подобно на производството на кафето. Ваниловата есенция е много силна. Тя има голямо приложение в кулинарията, сладкарската и хранителната промишленост за ароматизиране на кремове, сладкиши, ликьори и други. Ванилията действа върху храносмилателната система, засилва отделянето на жлъчка. Тя се използва при направата на парфюми, както и във фармацията за коригиране мириса на някои лечебни средства.